# モレーム修道院

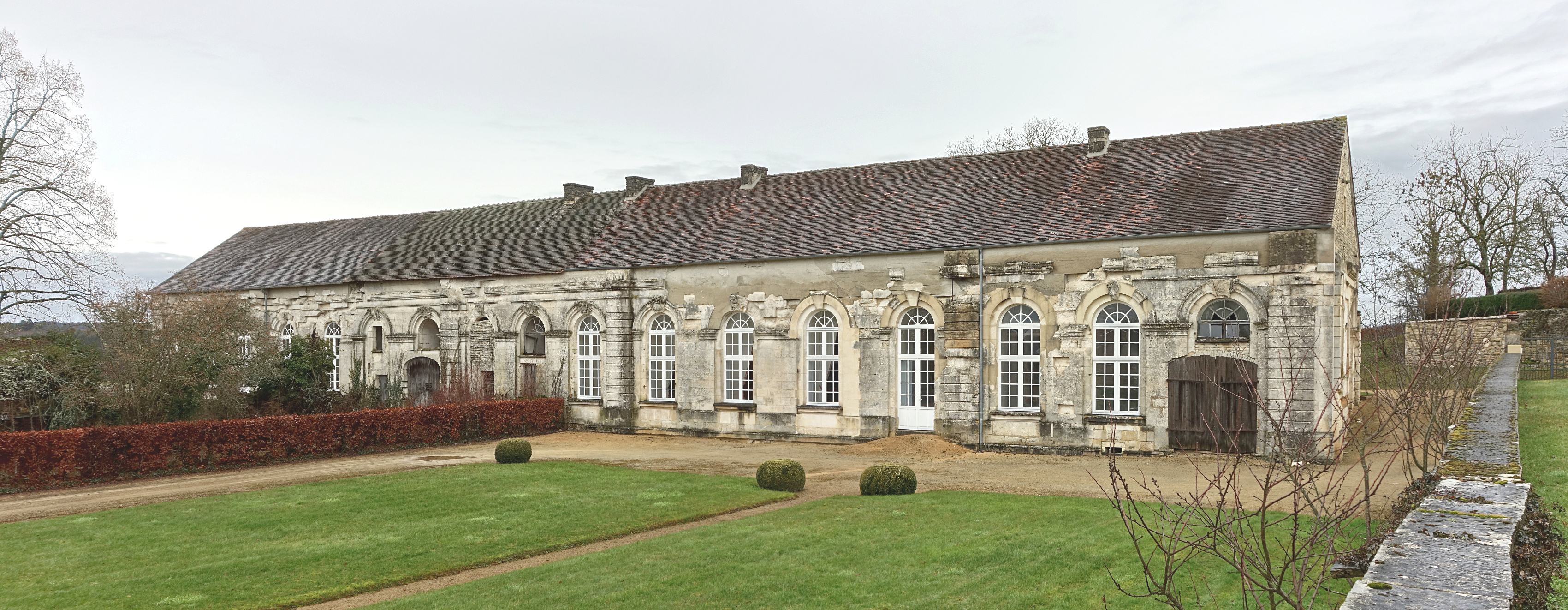
モレーム修道院

モレーム修道院（フランス語: Abbaye Notre-Dame de Molesme）は、モレームのロベールによって1075年に創建されたベネディクト会の旧修道院。フランスの東部ブルゴーニュ地域圏、コート＝ドール県のモレームに存在していた。
モレームのロベール（以降、ロベールと表記する）は1075年に、プロヴァン近くの森で隠遁していた隠者達とともに俗世から離れた修道生活を送るためにモレームの森を開拓しモレーム修道院を設立した。最初のうちはロベールの欲したように俗世と隔離された、修道院とも呼べないような貧しい木造の小屋で生活していたが、やがて近所の司教らから援助を受けるようになり、立派な教会堂をもつ修道院へと発展した。寄付が大量に集まったり、いくつかの支院もできるようになったりと、当初ロベールが目指した修道院の姿と乖離するに及んで、ロベールはモレーム修道院を後にし、シトーの森へ新しい修道院を創建するため旅立った（これは後にシトー会のシトー修道院となる）。残された修道士たちはロベールに戻ってきてもらえるようウルバヌス2世 (ローマ教皇)に嘆願し、結局1年後ロベールはまたモレーム修道院に戻り、モレーム院長として生涯を終えた。ロベールが院長であった時代は、後に有名になる何人かの修道士が学んだ（後述の関連人物節を参照）。最終的にロベールが死去するまでにさらに発展し、ロベールの葬儀も豪勢なものになったという。
時代は下って1472年、フランスとブルゴーニュ公国の戦争の折は略奪を受け、16世紀には異端とされた勢力により修道院が破壊されるといった悲運にも見舞われたが、17世紀には聖モールにより復興した。しかしその後のフランス革命で教会堂を含むほとんどの建築物は破壊され、わずかに残っていた部分も第二次世界大戦で損傷を受けた。
1971年9月23日、現存している一部の遺構が「歴史的記念物」に指定された。

## 関連人物
本節ではモレーム修道院にゆかりの人物を挙げる。
- ケルンのブルーノ - カルトゥジオ会を創設する以前、モレーム修道院で2年ほど生活していた。
- アルベリック - シトー会のシトー修道院2代院長。
- ステファン・ハーディング - シトー会のシトー修道院3代院長。